# Cap Méchant
Le cap Méchant est un cap de l'île de La Réunion, département d'outre-mer français dans le sud-ouest de l'océan Indien. Il est situé sur le territoire communal de Saint-Philippe le long d'une côte déchiquetée frappée par la houle et typique de la région appelée Sud sauvage. Ce cap a donné son nom à un lieu-dit voisin.

## Le Puits des Français

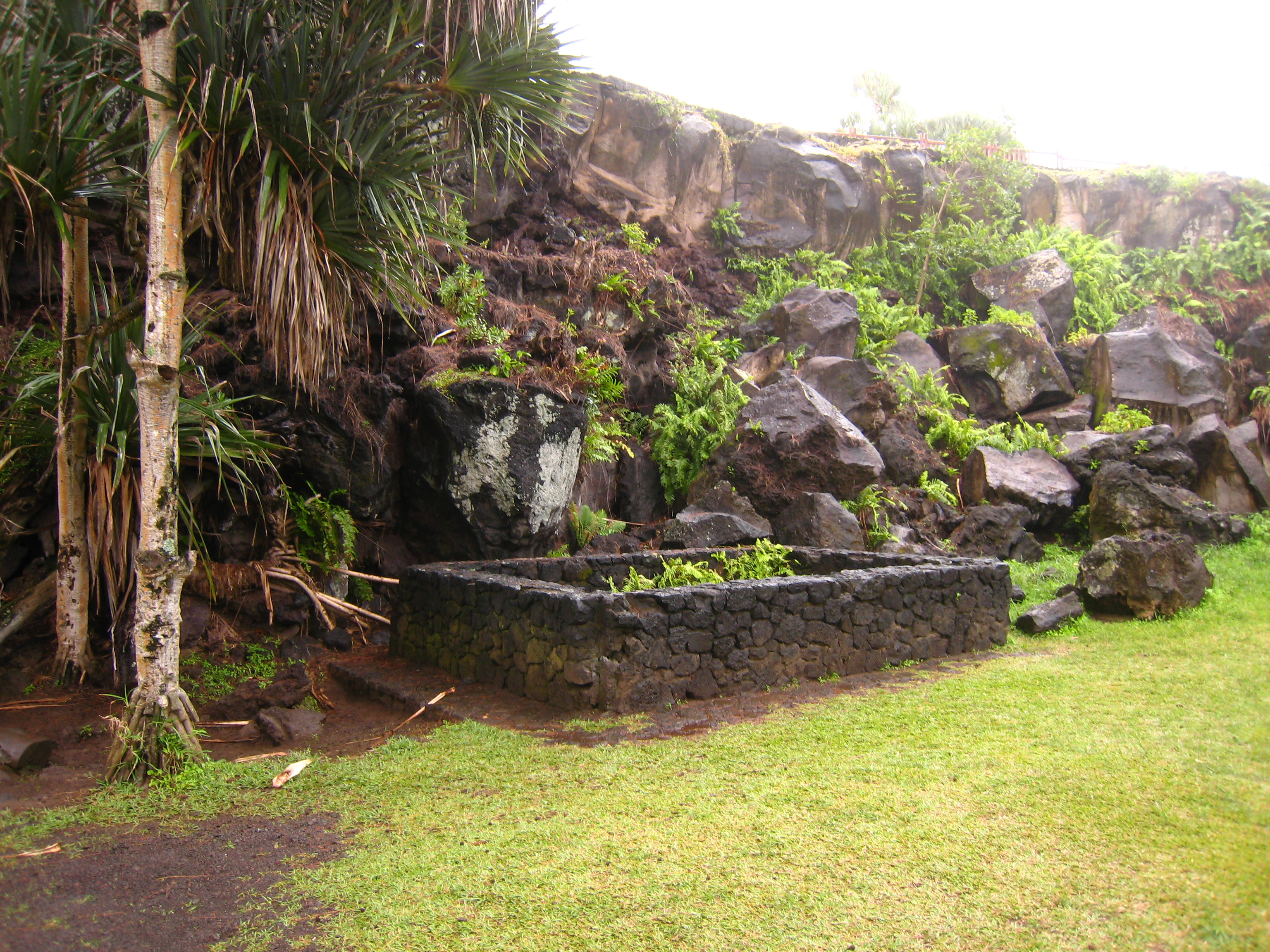
Le puits des Français.

En contrebas du cap Méchant se trouve le puits des Français. Il est profond d'une dizaine de mètres et encombré de débris végétaux. Des barreaux métalliques permettent d'y descendre, mais l'accès en est interdit. Cette côte fut longtemps le repaire des pirates qui y dissimulaient, dans des barils de rhum, leur butin. Ceci explique le nom de la petite localité du Baril.

## Faune et flore

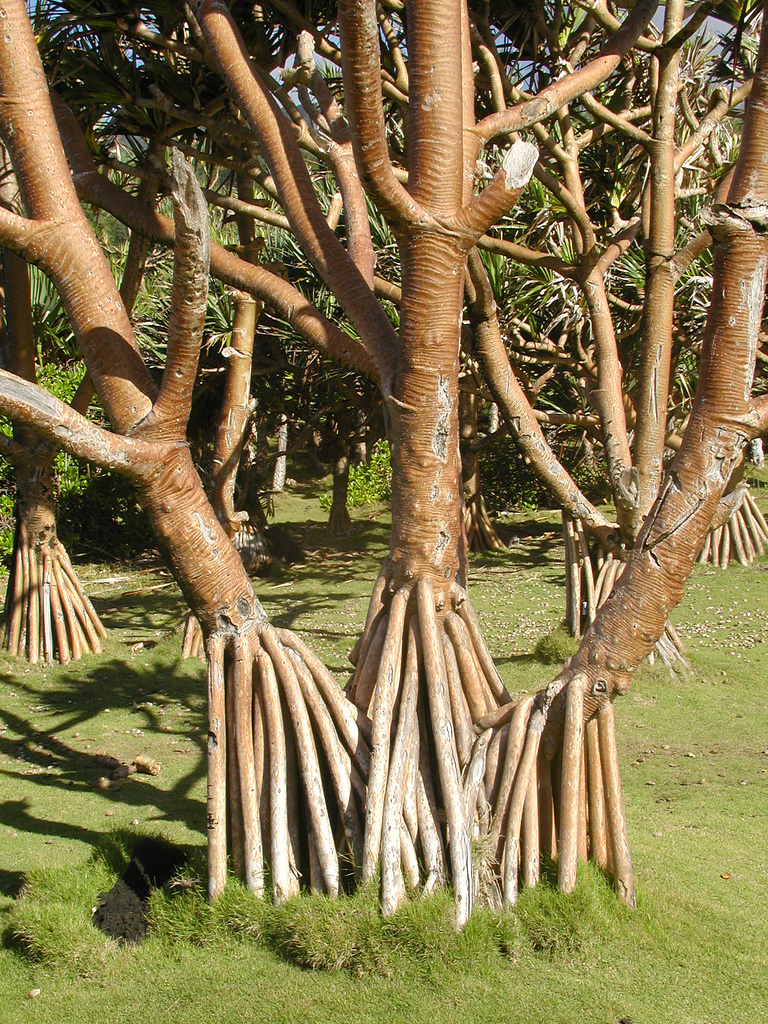
Vacoa au cap Méchant.

Le cap Méchant abrite de nombreux vacoas (Pandanus utilis) et du manioc marron (Scaevola taccada). Le sol est recouvert de Zoysia tenuifolia.